# Edgar Kant
Edgar Kant   (Tallinn, 21 de febrer de 1902 - Lund, 16 d'octubre de 1978) va ser un geògraf i economista estonià . Va posar les bases de la geografia urbana d'Estònia.
El 1928 es va graduar a la Universitat de Tartu.
Des de 1934 va ser professor (a partir de 1936 professor) a la Universitat de Tartu.
Des de 1938 va ser membre de l'Acadèmia de Ciències d'Estònia; també va ser el cap del departament de ciències humanitàries.
El setembre de 1944 va anar a Suècia on va treballar a la Universitat de Lund.
Activitats principals: estudiar la situació geopolítica d'Estònia; geografia urbana d'Estònia; edició Atles d'Estònia.